# Fame L.A.
Fame L.A. foi uma série de televisão que entrou ao ar em 1997 a 1998 sendo uma adaptação da versão dos anos 80. Conta a história de um drama/dança em uma escola em Los Angeles onde estudantes aprimoram seus talentos enquanto superam vários problemas pesoais. Estrelado por Christian Kane, Roselyn Sanchez e William R. Moses. Seus produtroes incluem Patricia Green. Entre seus diretores estiveram Sharron Miller e Nancy Malone.

## Trilha sonora
A trilha sonora do filme é composta por músicas originais da série e por artistas pop da época. Por causa do lançamento da trilha sonora do seriado, o grupo 98° teve seu primeiro álbum relançado com "Was It Something I Didn't Say" como segundo single.
| N.º            | Título                                 | Duração |  |
| 1.             | "You Gotta Want It" (Molly Rebekka)    | 3:25    |  |
| 2.             | "Fearless Heart" (Heidi Lenhart)       | 3:32    |  |
| 3.             | "Was It Something I Didn't Say" (98°)  | 5:02    |  |
| 4.             | "City of Angels" (Blush)               | 4:05    |  |
| 5.             | "Till You Know" (Brian McKnight)       | 4:27    |  |
| 6.             | "True Companion" (Brent Frasser)       | 3:55    |  |
| 7.             | "Evidence" (Heidi Lenhart)             | 2:49    |  |
| 8.             | "Nobody's Saviour" (Heidi Lenhart)     | 4:29    |  |
| 9.             | "Here Waiting" (Debelah Morgan)        | 4:05    |  |
| 10.            | "If You've Ever Been in Love" (Az Yet) | 3:51    |  |
| 11.            | "Far Cry" (Heidi Lenhart)              | 3:42    |  |
| 12.            | "Heidi Lenhart" (Irene Cara)           | 3:11    |  |
| 13.            | "Fame" (Irene Cara, Fame)              |         |  |
| Duração total: | Duração total:                         | 51:36   |  |